# Metacnemvulus hirtellus
Metacnemvulus hirtellus là một loài bọ cánh cứng trong họ Rhynchitidae. Loài này được Pascoe miêu tả khoa học năm 1885.